# 카구라자키 미야비
카구라자키 미야비(神楽崎雅)는 쪽빛보다 푸르게의 등장인물이다.

## 소개
성우 : 히라마츠 아키코 / 함수정